# Stadtbibliothek Stuttgart
Die Stadtbibliothek Stuttgart (früher: Stadtbücherei Stuttgart) ist die Verwaltungsstelle öffentlicher Bibliotheken in der Stadt Stuttgart. Sie hat ihren Sitz in der Stadtbibliothek am Mailänder Platz.

## Zweigstellen

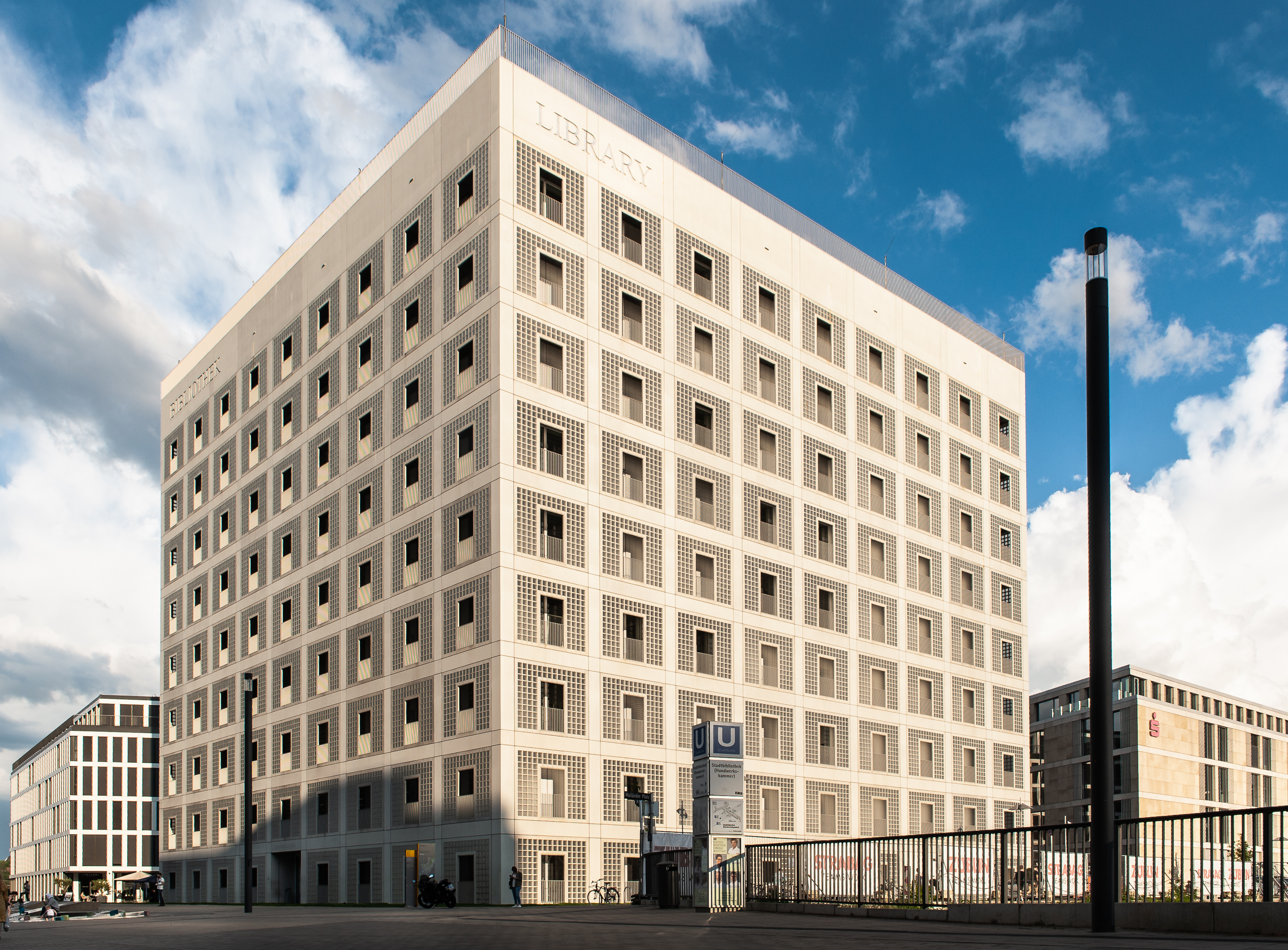
Stadtbibliothek am Mailänder Platz

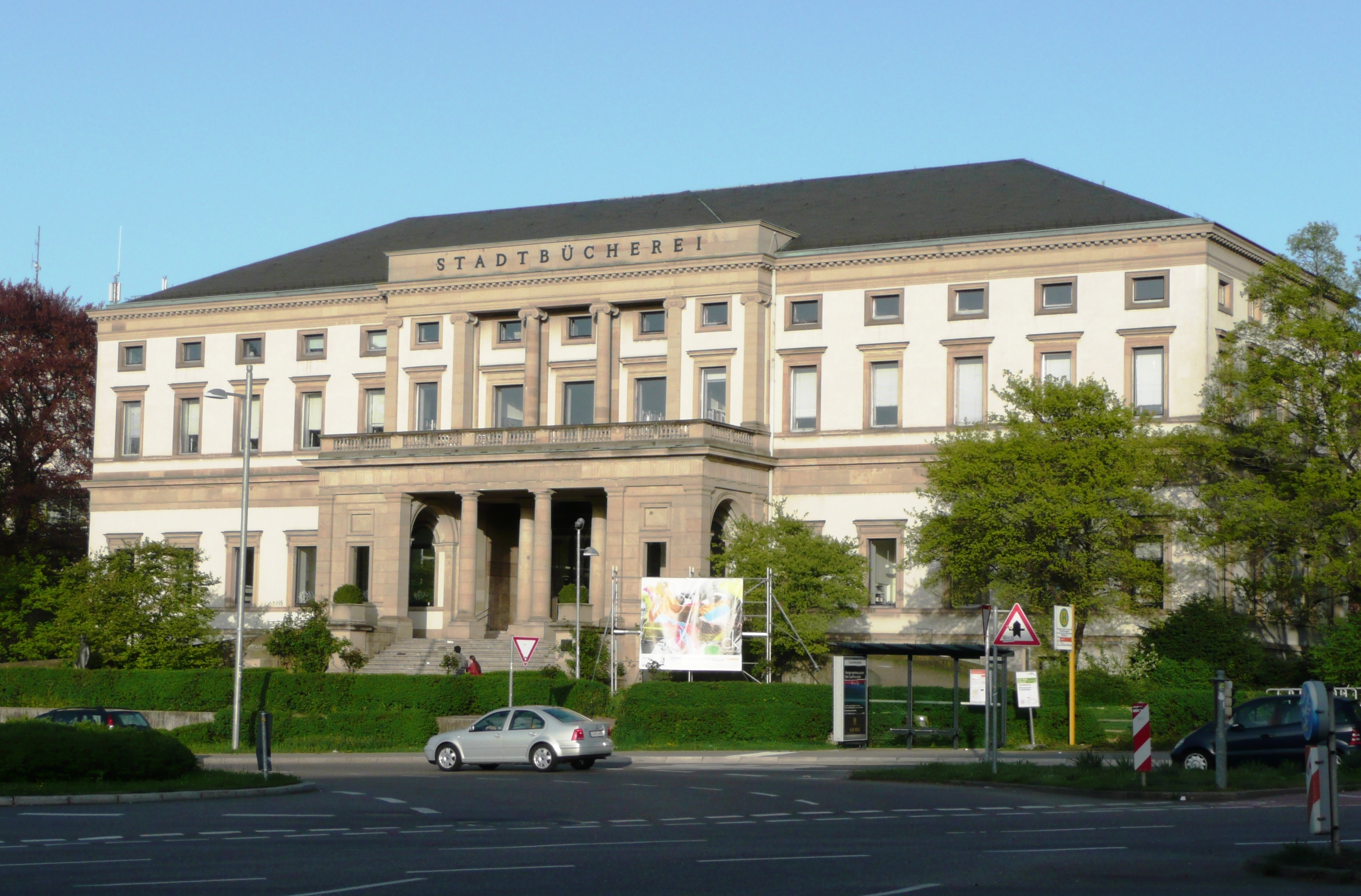
Im Wilhelmspalais war die Zentralbücherei von 1965 bis 2011 untergebracht

Zur Stadtbibliothek Stuttgart gehören:
- Stadtbibliothek am Mailänder Platz

mit Graphothek, Musikbibliothek, zentraler Kinderbibliothek
- 18 Stadtteilbibliotheken
- 2 Fahrbibliotheken

Die 4 Krankenhausbibliotheken gehören seit 2014 zum Klinikum Stuttgart. Die Rathausbibliothek der Stadt Stuttgart gehört seit 2012 zum Haupt- und Personalamt. Die Online Animation Library (Animationsfilm-Archiv des Trickfilmfestivals Stuttgart) gab es bis 2020.

## Geschichte der Stadtbibliothek
1897 wurde der Verein „Volksbibliothek Stuttgart“ ins Leben gerufen, dem vom württembergischen Finanzministerium ein Provisorium im Hof der Legionskaserne – heute der Standort des Wilhelmsbaus – überlassen wurde.
Am 9. Juni/21. August 1901 gab sich der Volksbibliotheksverein eine Satzung, in der das Ziel verankert wurde, „den Bewohnern unserer Stadt eine allgemein zugängliche und leicht benutzbare Gelegenheit zu unterhaltender und bildender Lektüre zu verschaffen“. Zu dieser Zeit war der Bücherbestand in der baufälligen Kaserne bereits auf 10.000 Bände angewachsen. Der Verleger Carl Engelhorn erwarb ein Grundstück in der Silberburgstraße, auf dem neben dem neuen Verlagssitz ein Bibliotheksneubau entstehen sollte, für den er 80.000 Mark – heute etwa 1,2 Mio. Euro – zur Verfügung stellte. Die Stuttgarter Architekten Ludwig Eisenlohr und Carl Weigle, enge Freunde Engelhorns, legten einen Entwurf vor, der Elemente der Neugotik und der Neorenaissance miteinander verband. Am 19. November 1901 konnte die Volksbibliothek ihren neuen Standort, der u. a. über einen geräumigen Lesesaal für ca. 100 Leser verfügte, beziehen.
Auf eine Phase der rasanten Entwicklung dank finanzstarker Unterstützer folgte nach dem Ersten Weltkrieg eine schwierige Phase für die Bücherei, die von 1922 bis 1927 sogar den Lesesaal schließen musste.
1965 zog die Zentralbücherei der Stadtbücherei Stuttgart in das in den 1960er Jahren renovierte Wilhelmspalais.
Von den Sparbemühungen des Stuttgarter Gemeinderates im Doppelhaushalt 2010/11 war auch die Stadtbücherei Stuttgart betroffen. So wurde 2011 die Mediothek geschlossen. Auch die Rathausbücherei sollte geschlossen werden. Der Vorschlag, die Fahrbücherei auf einen Bücherbus zu reduzieren, wurde nach Bürgerprotesten abgelehnt.
Wegen des heutigen komplexen Aufgabenspektrums wurde im Zuge des Umzugs der Zentralbücherei in die Stadtbibliothek am Mailänder Platz der Name von Stadtbücherei Stuttgart in Stadtbibliothek Stuttgart geändert. 2013 erhielt die Bibliothek, die zu dieser Zeit von Ingrid Bussmann geleitet wurde, die Auszeichnung Bibliothek des Jahres 2013, den einzigen nationalen Bibliothekspreis in Deutschland, der vom Deutschen Bibliotheksverband e. V. und der ZEIT-Stiftung Ebelin und Gerd Bucerius verliehen wird. Die Jury würdigte insbesondere die Zuwendung an Menschen mit Migrationshintergrund. Der Preis war mit 30.000 Euro dotiert.

## Neubau
Im Oktober 2011 zog die Zentralbücherei in das neuerrichtete Gebäude der Stadtbibliothek am Mailänder Platz um. Der vom koreanischen Architekten Eun Young Yi geplante Bau steht im Europaviertel auf dem Gelände des ehemaligen Güterbahnhofs Stuttgart.
Eun Young Yi beschreibt ihn selbst so: „Ein  monolithischer  Bau,  der  einen  neuen  Mittelpunkt  einer  modernen  Gesellschaft  signalisiert,  besteht zwar nicht aus einem Einzelstein, aber er gibt ein monolithisches Bild als solches wieder - bestehend aus Beton und mattem Glasbaustein. In dieser harten, äußeren Hülle verbirgt sich eine transparente,  leichte  Glashülle.  So  entschält  sich  das  Gebäude  räumlich  nach  innen  wie  eine Zwiebel.  Und  im  tiefsten  Inneren  begegnet  man  einem  negativen  Monolithen  –  ein  absolut geometrischer,  geordneter,  weißer  Raum  als  vollkommener  Kubus,  der  durch  ein  zentrales  Oberlicht  erhellt  wird.“